# Pilea angustifolia
Pilea angustifolia är en nässelväxtart som beskrevs av Ellsworth Paine Killip. Pilea angustifolia ingår i släktet pileor, och familjen nässelväxter. Inga underarter finns listade i Catalogue of Life.